# Talc
El talc (del persa تالک i l'àrab تلك; pronunciat en ambdós casos talq; també conegut en la indústria alimentària com a E553b) és un mineral silicat que forma part del subgrup dels fil·losilicats. És un mineral compost de silicat de magnesi hidratat amb la fórmula química H₂Mg₃(SiO₃)₄ o Mg₃Si₄O10(OH)₂. Es presenta en masses fibroses foliades, i molt rarament se'n troben cristalls. Té una exfoliació perfecta i els fulls no són elàstics sinó lleugerament flexibles. El talc és un dels minerals més tous que es coneixen (es pot ratllar amb l'ungla); la seva baixa duresa (duresa = 1) l'ha convertit en una espècie mineral de referència per a l'escala de dureses de Mohs. El talc és àmpliament utilitzat en diversos camps com ara la fabricació de lubricants, a la indústria paperera, del cautxú i tèxtil, així com per a la ceràmica i cosmètica entre d'altres. Diversos estudis assenyalen el talc com a possible agent de malalties pulmonars o càncer si conté certa presència d'asbests; per altra banda, no s'ha pogut demostrar que el talc lliure d'asbests pugui ser determinant en el desenvolupament de les malalties.

## Etimologia
El talc va ser anomenat suposadament l'any 1546 per Agricola, a partir dels mots àrab تلك i persa تالک tâlaq, que significa ‘pur’, probablement en al·lusió al color de la seva pols. En l'antiguitat el nom va ser utilitzat per anomenar diversos minerals relacionats, incloent-hi el talc, les miques i la selenita.

## Classificació
Segons la classificació de Nickel-Strunz, el talc pertany a «09.EC - Fil·losilicats amb plans de mica, compostos per xarxes tetraèdriques i octaèdriques». Per a veure els minerals relacionats, vegeu: minerals relacionats. Segons la classificació de Dana, el talc forma part del grup 71.2 - Fil·losilicats amb plans d'anells hexagonals i plans d'anells hexagonals amb capes 2ː1.

## Identificació
El talc és un mineral relativament fàcil d'identificar de visu. El seu tret més característic és la seva baixa duresa, d'1 a l'escala de Mohs, i, per tant és un mineral que pot ser ratllat per la immensa majoria de minerals. El talc pot presentar diferents colors, tot i que normalment és blanc, pot ser també beix, gris, groc, marró, rosa, lila, blau, verd, i rarament incolor. Quan es troba ben cristal·litzat forma cristalls monoclínics, tot i que és més freqüent trobar-lo formant masses o agregats sovint foliats. També es pot trobar formant masses fibroses, micàcies, radials o botrioides. En el cas dels cristalls, són força rars, presenten creixements tabulars i solen ser microscòpics. El talc també es pot trobar pseudomorfitzant alguns minerals tot assumint la seva forma original. Els minerals més freqüents que pseudomorfitza solen ser el quars, la calcita, la dolomita i alguns piroxens.
El talc sol ser transparent i presenta una gravetat específica de 2,7 a 2,8, una lluïssor que pot variar entre greixosa, cerosa o nacrada i una tenacitat sèctil. El talc també es caracteritza per presentar un tacte greixós. En alguns casos pot ser lleugerament fluorescent en llum ultraviolada.

## Propietats

### Estructura cristal·lina

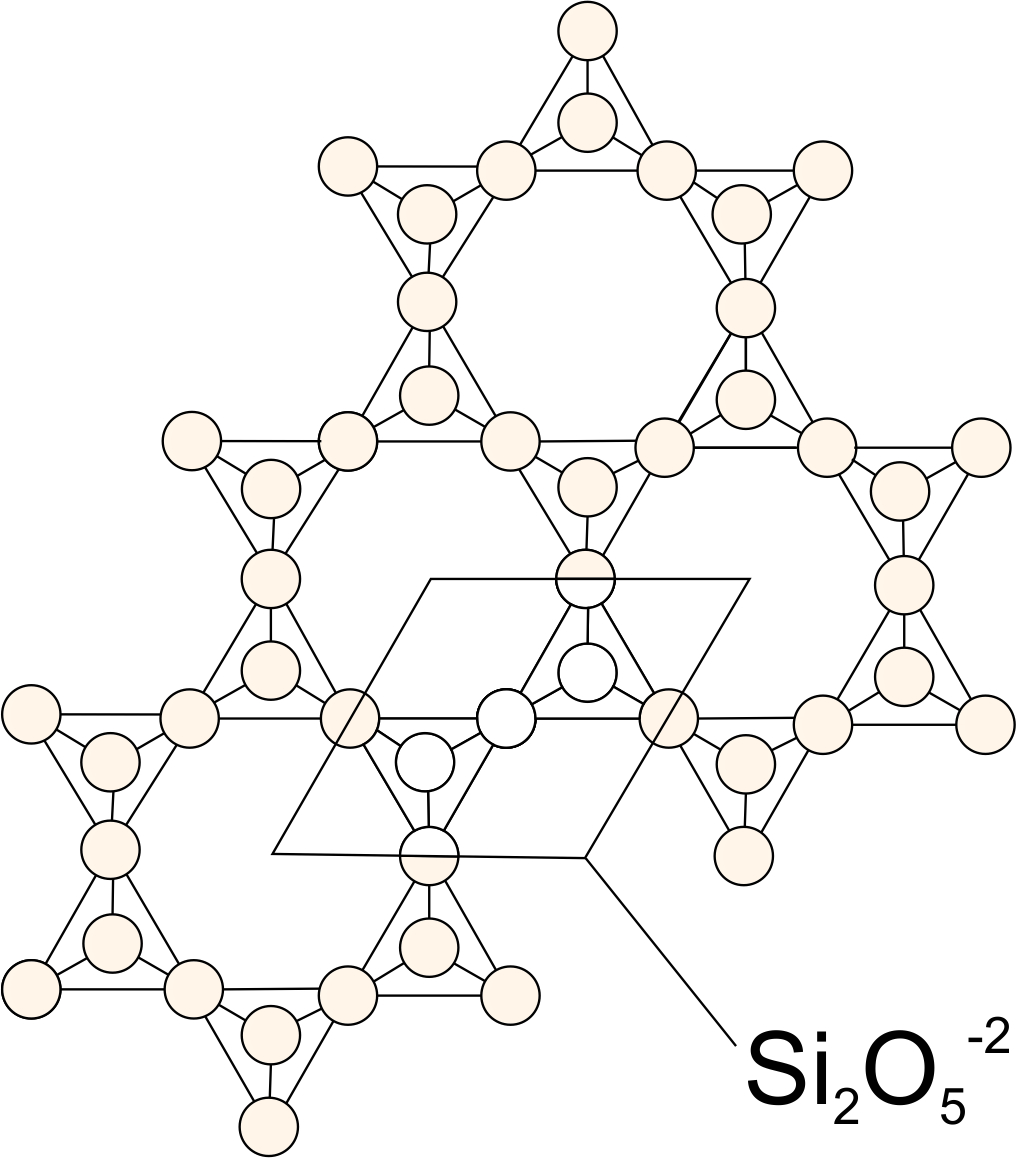
Estructura dels fil·losilicats (sense OH)

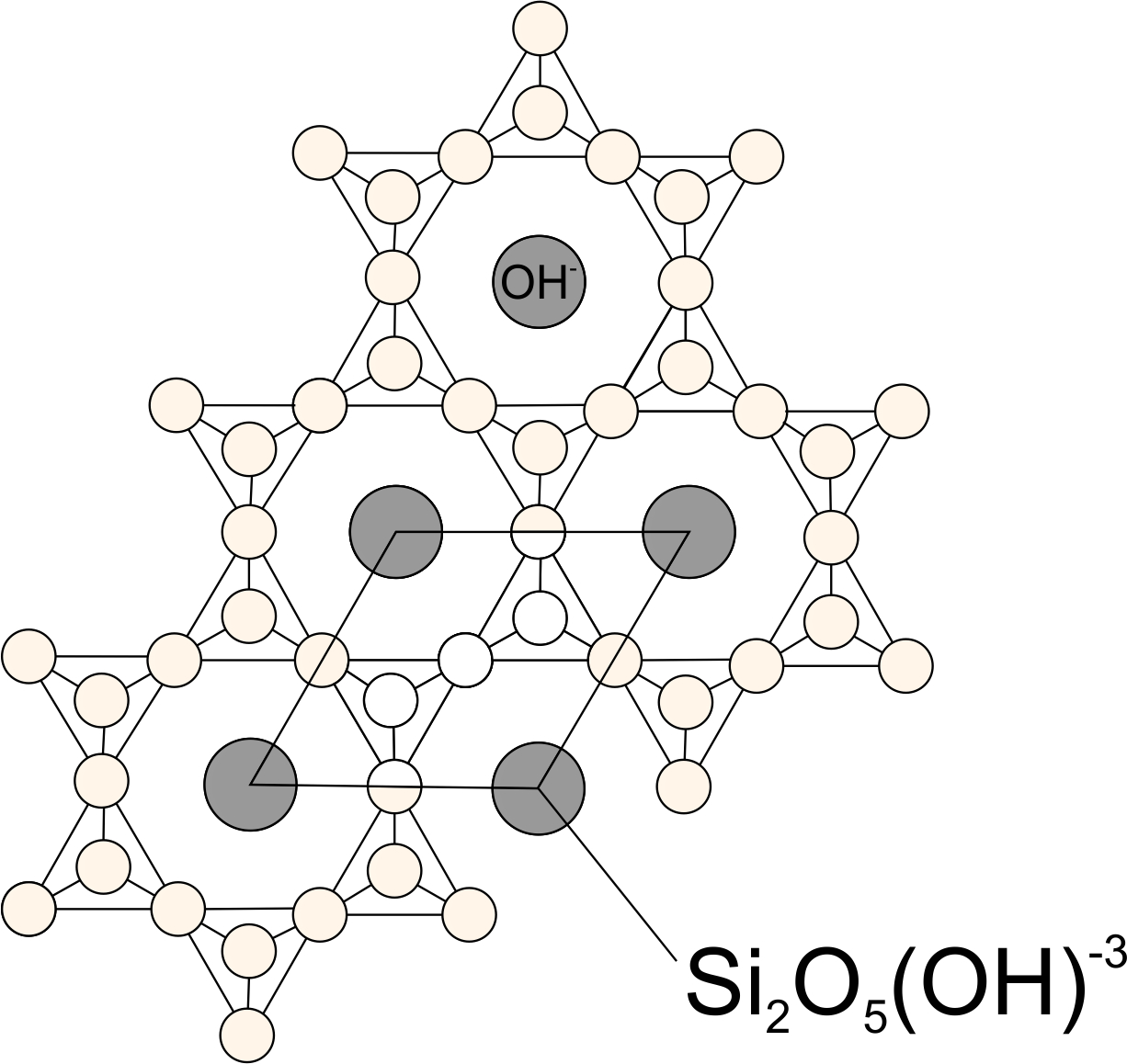
Estructura dels fil·losilicats (amb OH)

El talc presenta una estructura triclínica o monoclínica amb els següents paràmetres: a = 5,293, b = 9,179, c = 9,496A, α = 90,57 β = 98,91 i γ= 90,03. Per a conèixer i entendre millor l'estructura del talc hem de comprendre millor l'estructura general dels fil·losilicats. Els fil·losilicats són un subgrup de silicats que es caracteritzen per a presentar una estructura en capes com si es tractessin de fulles, d'aquí el nom (phyllon en grec vol dir fulla). Aquest gran grup inclou minerals com ara la clorita, la serpentina, el talc, i els minerals del grup de l'argila. L'estructura bàsica dels fil·losilicats es basa en la connexió de tetraedres de SiO₄4- que s'estenen infinitament (en la teoria). Tres dels quatre oxígens de cada tetraedre (els oxígens basals) són compartits amb altres tetraedres, el que genera anells de sis membres (hexagonals) de SiO₄4- amb una unitat estructural bàsica de Si₂O₅2- (vegeu la figura de l'esquerra). La majoria de fil·losilicats contenen l'ió hidròxid (OH-); aquest ió es troba al centre dels anells. En aquest cas, el grup esdevé Si₂O₅(OH)3-. Les capes de l'estructura presenten simetria monoclínica. Quan altres cations (en el cas del talc Mg2+) s'enllacen a les capes de SiO₄, ho fan coordinant-se octaèdricament amb els oxígens apicals i els ions OH. En canvi, els anells hexagonals d'oxigen a la superfície de les capes, formats pels vèrtexs basals dels tetraedres de sílice (SiO₄4-), no entren en contacte amb els ions que es troben entre les capes tal com passa en les miques.
Això forma una capa de cations, normalment Fe2+, Mg2+, o Al3+ que es troben en coordinació octaèdrica amb l'oxigen i l'ió hidròxid de la capa tetraèdrica. Les capes octaèdriques assumeixen l'estructura de la brucita (Mg(OH)₂) si els cations són bivalents (2+) com ara Mg2+ o Fe2+ i l'estructura de la gibbsita (Al(OH)₃) si són trivalents (3+) com ara l'Al3+. En l'estructura de la brucita totes les vacants octaèdriques es troben ocupades, mentre que a l'estructura de la gibbsita cada tercer lloc per a cations es troba desocupat. Això genera dos tipus d'estructures per als fil·losilicatsː
- Els fil·losilicats trioctaèdrics, on cada O o OH es troba envoltat per tres cations divalents (Fe2+ o Mg2+).
- Els fil·losilicats dioctaèdrics, on cada O o OH es troba envoltat per dos cations trivalents (Al3+).

A partir d'aquest punt, es poden construir les estructures dels diferents fil·losilicats a partir de les capes octaèdriques similars a les estructures de la brucita o la gibbsita. Els fil·losilicats trioctaèdrics es basen en una l'estructura on les capes octaèdriques són similars a la brucita, mentre que els dioctaèdrics es basen en una estructura on les capes octaèdriques són similars a la gibbsita. En els dos casos, les capes octaèdriques s'uneixen entre si per enllaços de Van der Waals.

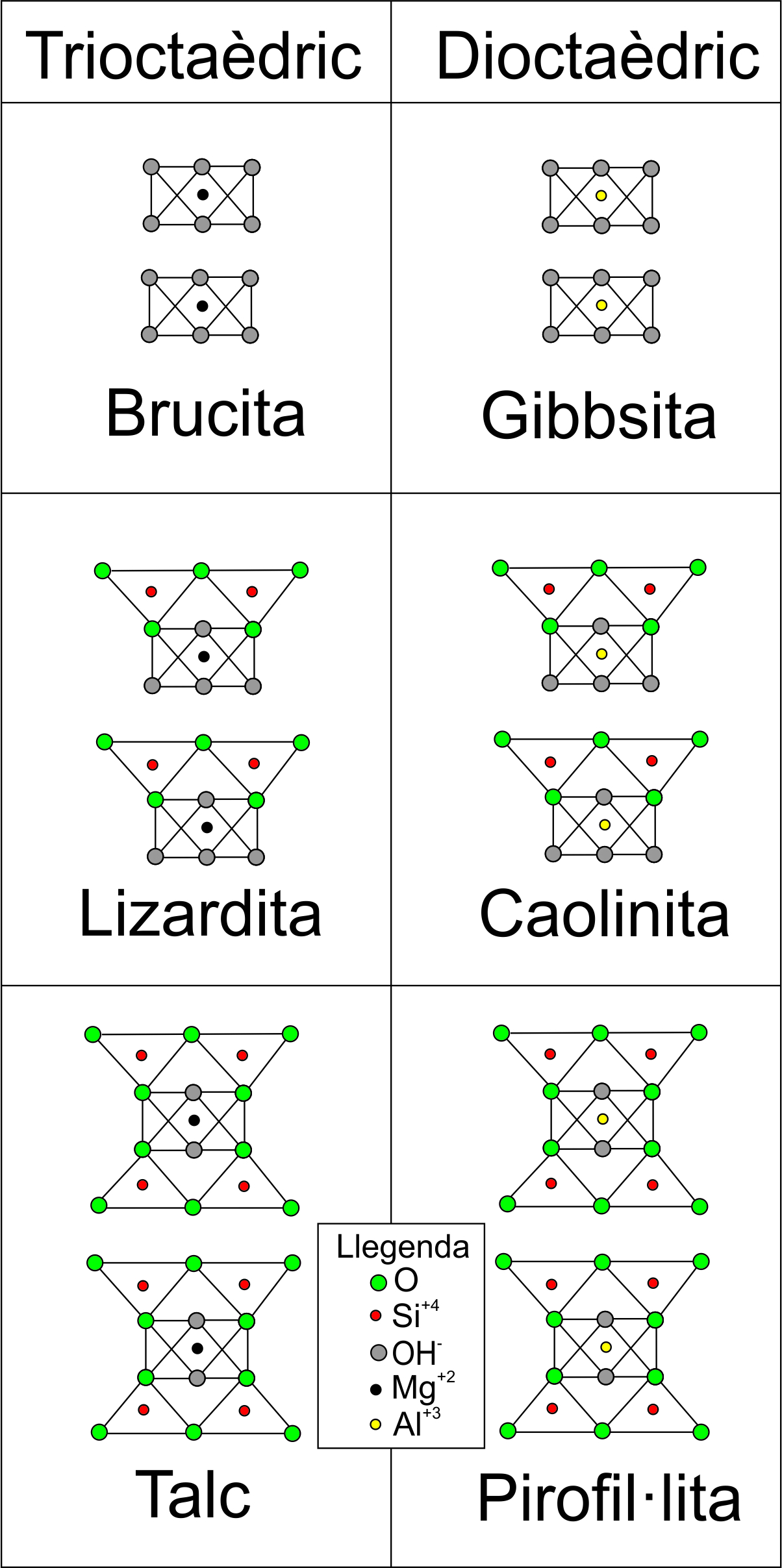
Estructura dels fil·losilicats fins al talc

Si prenem les estructures de la brucita i la gibbsita i substituïm dos dels OH per O oxígens apicals de les capes tetraèdriques de SiO₄4-, s'obté un dels minerals del grup de les serpentines, la lizardita, sempre que la capa octaèdrica sigui trioctaèdrica i contingui Mg2+. Si la capa octaèdrica és dioctaèdrica i, per tant, conté Al3+, l'estructura que s'obté és la d'un mineral del grup de les argiles, la caolinita.
D'aquesta manera s'obté una estructura formada per una capa tetraèdrica (T) i una octaèdrica (O) que unides formen una estructura tipus T-O, on cada capa T-O es troba unida a una altra capa T-O (per dalt o per baix) mitjançant enllaços de Van der Waals.
Si dos dels ions hidròxid de la capa octaèdrica són substituïts (altre cop) per oxígens apicals d'una altra capa tetraèdrica de SiO₄4-, obtenim el talc, un fil·losilicat trioctaèdric, o la pirofil·lita, un fil·losilicat dioctaèdric. La diferència entre un i l'altre recau en el catió que ocuparà la posició octaèdrica; si aquest catió és magnesi, obtindrem talc, si és alumini, obtindrem pirofil·lita. Aquesta estructura s'anomena T-O-T (tetraèdrica-octaèdrica-tetraèdrica; per a comprendre millor aquest tipus d'estructura es recomana veure les imatges). Les diferents capes T-O-T es troben unides entre elles per enllaços de Van der Waals.
Quan se sotmet un cristall o massa de talc a difracció de raigs X, s'obtenen diferents pics d'intensitats d'energia: 
| Pic (2θ) | Intensitat (%) |
| -------- | -------------- |
| 9,31     | 100%           |
| 4,67     | 20%            |
| 4,55     | 60%            |
| 3,12     | 90%            |
| 2,59     | 20%            |
| 2,48     | 30%            |
| 2,23     | 10%            |
| 1,524    | 30%            |

### Propietats físiques
El talc és un mineral que cristal·litza en el sistema triclínic. Presenta una lluïssor que pot variar molt en funció del tipus de cristall o massa que formi; aquesta pot ser des de subvítria a nacrada passant per resinosa, cerosa o greixosa. El talc és un mineral conegut per la seva baixa duresa. És el mineral amb la duresa més baixa de l'escala de Mohs amb un valor d'1 (es troba per sota del guix); això significa que el mineral es pot ratllar amb l'ungla. El mineral sol ser transparent i translúcid. La ratlla és de color blanc. Sol ser un mineral sèctil, és a dir, que pot ser tallat en peces, com el paper o la majoria de metalls. El talc presenta una exfoliació perfecta en {001}, tot i que pot ser difícil de veure, ja que el talc no acostuma a formar cristalls. Quan es fractura ho fa en forma de fibres o de plaquetes (fractura fibrosa o micàcea). És un mineral flexible tot i que no elàstic; i al tacte pot tenir una textura greixosa o relliscosa; és per això que en alguns idiomes se l'anomena pedra sabonosa (en anglès soapstone). La seva densitat mesurada es troba entre 2,58 i 2,83 g/cm³, mentre que la calculada és 2,78 g/cm³. Els paràmetres de cel·la són a = 5,29Å, b = 9,173Å, c = 9,46Å, α = 90,46°, β = 98,68°, γ = 90,09°. Mentre que la ràtio és a:b:c = 0,577 : 1 : 1,031.

### Propietats químiques
La seva fórmula química és Mg₃Si₄O10(OH)₂. Els elements que es troben a la seva estructura són l'oxigen, l'hidrogen, el silici i el magnesi. Alguns elements poden entrar a la seva estructura com a impureses; alguns d'aquests elements sónː el níquel, el ferro, l'alumini, el calci i l'aigua; algunes varietats com el talc cròmic poden contenir crom.
A la següent taula es troben representats alguns valors composicionals del talc; en el primer cas (1) els valors són presos d'una mostra procedent dels Apenins italians de fórmula (Mg2,94Fe2+0,09Ca0,03)Σ=3,06; en el segon cas (2) la mostra és procedent de Malangen, Noruega i presenta una fórmula estructural (Mg2,91Fe2+0,07)Σ=2,98 (Si3,94Al0,07)Σ=4,01O10(OH)2,08; en el tercer cas (3) la mostra és un espècimen pur de talc de fórmula Mg₃Si₄O10(OH)₂.
| Element químic | % en òxid de l'element (1) | % en òxid de l'element (2) | % en òxid de l'element (3) |
| -------------- | -------------------------- | -------------------------- | -------------------------- |
| SiO₂           | 60,06                      | 62,16                      | 63,37                      |
| AlO₃           | 1,60                       | 0,88                       | -                          |
| FeO            | 1,74                       | 1,41                       | -                          |
| MgO            | 30,83                      | 30,86                      | 31,88                      |
| CaO            | 0,40                       | -                          | -                          |
| H₂O            | 5,02                       | 4,92                       | 4,75                       |
| Total          | 99,65                      | 100,23                     | 100,00                     |

### Propietats òptiques
El talc és un mineral translúcid que pot presentar una gran gamma de colorsː verd clar a fosc, marró o blanc, tot i que generalment és incolor. En làmina prima es presenta incolor. La classe òptica és biaxial (-) amb una orientació Y ≈ a i Z ≈ b. La dispersió és r > υ i α = 1,539-1,550;
β = 1,589-1,594 i γ = 1,589-1,600. L'angle 2V mesurat és 0° - 30°.

#### Varietats
El talc presenta diferents varietats que es diferencien entre si per canvis en l'estructura, en les condicions de formació o en la composició química. La varietat més coneguda del talc és segurament l'esteatita, una varietat de talc metamòrfica amb un tacte greixós; aquesta varietat sovint s'empra per a la confecció d'estàtues ornamentals. Una altra varietat del talc és la beaconita, una varietat fibrosa descrita per primer cop a la mina Champion, a Michigan, EUA. També trobem el talc cròmic, una varietat rica en crom; la pedra de polifant, una varietat verd-grisenca també utilitzada com a roca ornamental, i la pseudolita, un pseudomorf octaèdric de l'espinel·la.

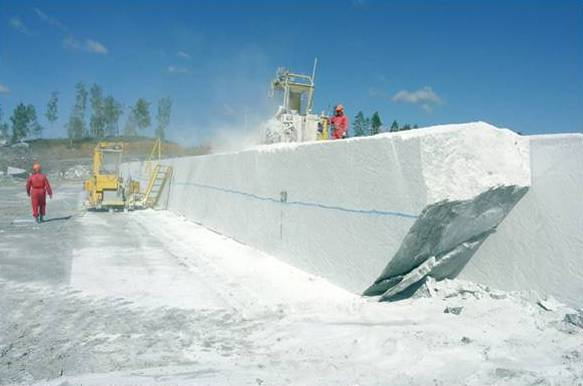
Producció d'esteatita a Tulikivi
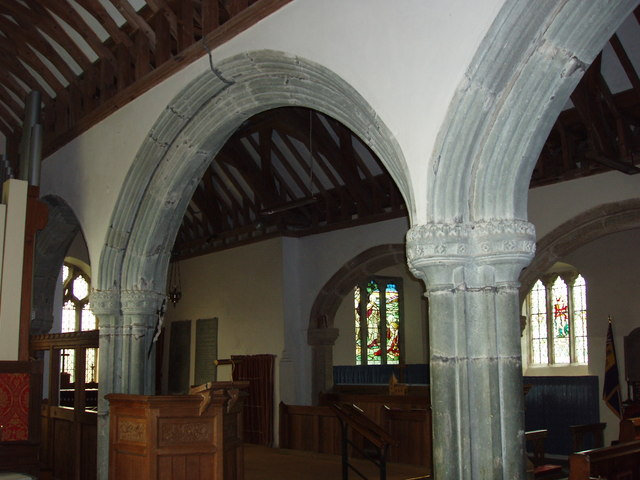
Arcs de pedra de polifant en una església del Regne Unit

### Cel·la unitat
En qualsevol cristall (no només els cristalls de talc) les molècules i els àtoms es distribueixen en xarxes regulars. La morfologia del cristall es basa principalment en aquest enreixat que està format per una repetició periòdica dels motius. Generalment és molt complicat trobar la relació entre la geometria dels motius i la del cristall. És per això que en cristal·lografia se sol emprar un altre mètode: a partir de la cel·la unitat. La cel·la unitat és la fracció espacial més petita d'un cristall que presenta totes les propietats de simetria d'aquest. En el cas del talc, les dimensions de la cel·la unitat són de 4,9133 Å per a l'eix a, 9,173 Å per a l'eix b i 9,46 Å per a l'eix c (amb un ratio a:b:c = 0,577 : 1 : 1,031). Quan es donen els valors de les dimensions de la cel·la unitat, també és habitual donar el valor de Z; Z és el nombre d'unitats de fórmula que es troben a la cel·la unitat. En el cas del talc, la Z = 2; és a dir, que dins de la cel·la hi ha dues unitats de fórmula (Mg₃Si₄O10(OH)₂ (2·Mg1,5Si₂O₅(OH)).

## Minerals relacionats
Els minerals relacionats amb el talc per la seva estructura o composició química semblant són:

## Formació i localització

### Formació

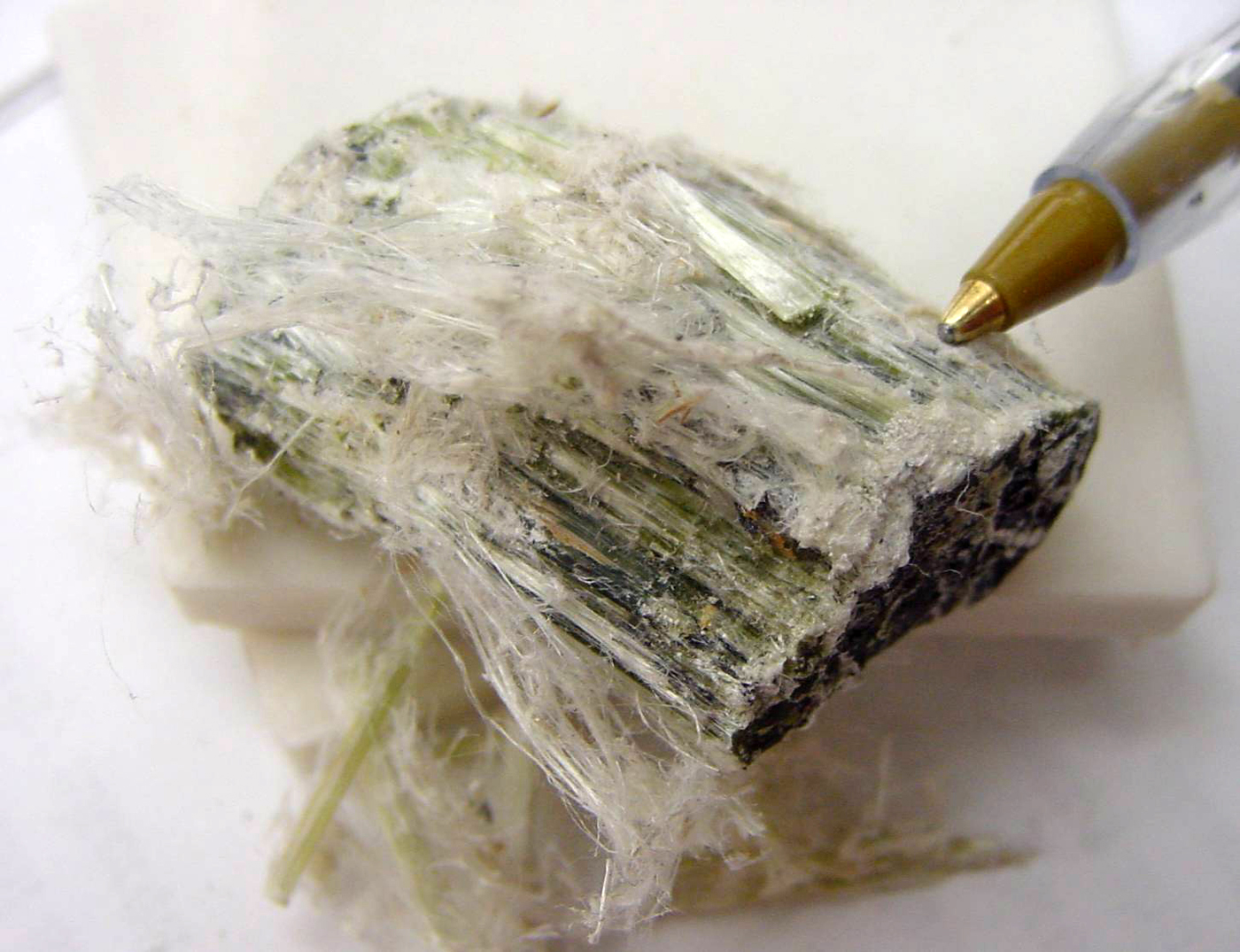
Crisòtil

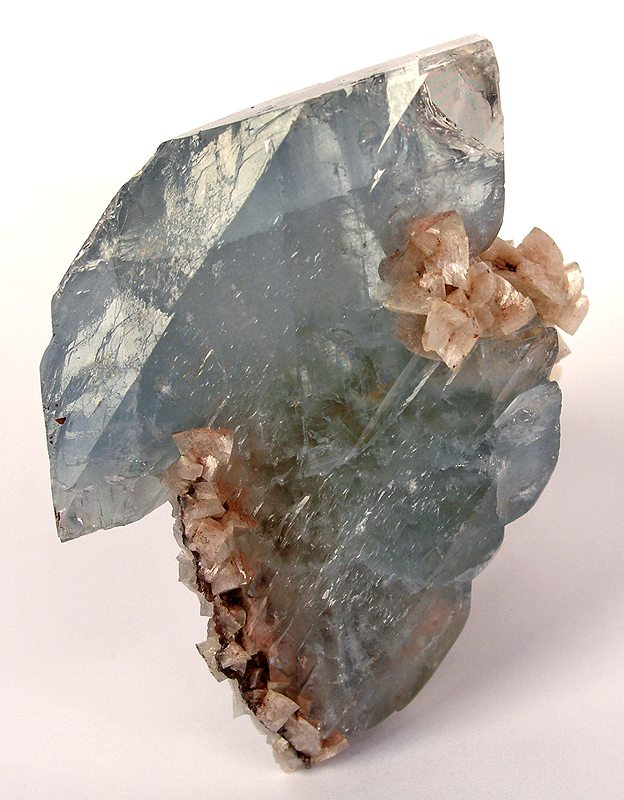
Dolomita (gris blavós) i barita (rosat)

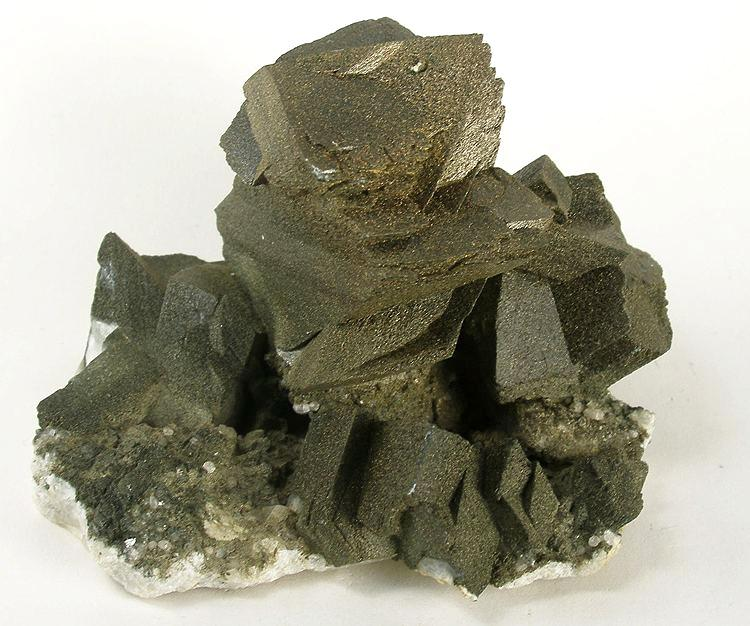
Clorita recobrint adulària

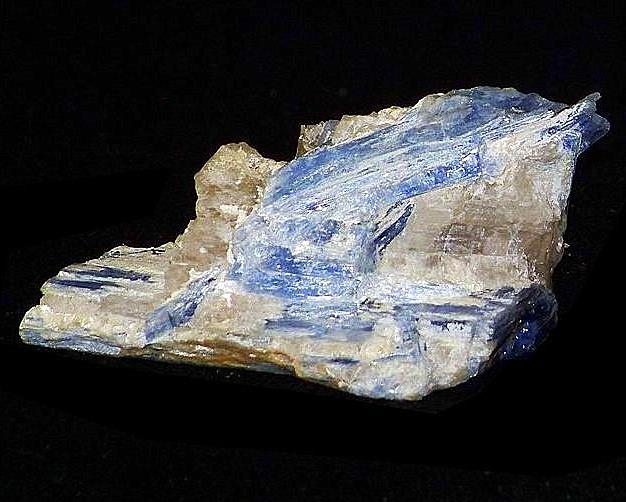
Cianita (blau)

Els dipòsits de talc sempre es generen a partir de la transformació de roques preexistents sota activitat hidrotermal. En aquest procés, els components necessaris per a la formació de talc (MgO, SiO₂ i H₂O) són transportats sovint pels fluids hidrotermals. La mida i la geometria del dipòsit final depèn de la mida i la naturalesa de la roca inicial, així com de l'escala i intensitat del fenomen hidrotermal. Per a la formació de talc el procés s'ha de dur a terme a temperatura baixa o mitja i pressió suficient perquè es generi metamorfisme. En aquest context són importants els moviments tectònics, ja que permeten la circulació dels fluids hidrotermals i la seva penetració a les roques preexistents tot generant permeabilitat extra. La pressió determina el grau de cristal·lització i la lamel·laritat. El tipus de mineralització depèn principalment de la composició de la roca inicial. Els dipòsits de talc solen classificar-se segons la roca preexistent de la qual deriven. En general es poden classificar quatre tipologies de dipòsits diferentsː
- Dipòsits derivats de carbonats de magnesi: més de la meitat de la producció mundial de talc prové d'aquests dipòsits, que es localitzen en seqüències carbonàtiques metamorfitzades. El talc generat en aquest context sol ser molt pur i de color blanc.
- Dipòsits derivats de serpentines: aquests dipòsits generen el 20% de la producció mundial de talc. En aquest cas el talc sol ser grisenc però pot ser blanquejat a partir de tècniques com ara la flotació.
- Dipòsits derivats de roques alumino-silicatadesː prop del 10% de la producció mundial de talc prové d'aquesta tipologia de dipòsits. Sovint es troben combinats amb els dipòsits derivats de carbonats de magnesi. En aquest cas el talc sol ser gris a causa de la presència de clorita.
- Dipòsits derivats de roques sedimentàries riques en magnesiː el talc es forma per transformació directa d'argiles magnèsiques. Aquest tipus de dipòsit no acostuma a ser explotat.

Tal com s'ha explicat anteriorment, el talc és un mineral que es forma generalment per metamorfisme de minerals magnèsics com ara els minerals del grup de les serpentines, els piroxens, els amfíbols o l'olivina; es forma en presència de diòxid de carboni i aigua. Aquest procés es coneix com a carbonatació del quars o esteatització.
El talc es forma generalment a partir d'hidratació i carbonatació a partir de la següent reacció química;
serpentina + diòxid de carboni → talc + magnesita + aigua
2 Mg₃Si₂O₅(OH)₄ + 3CO₂ → Mg₃Si₄O10(OH)₂ + 3 MgCO₃ + 3 H₂O
El talc també es pot formar a partir d'una reacció entre la dolomita i la sílice. Aquesta reacció és típica de la formació de roques tipus skarn a partir de dolomies en processos de silicificació en les aurèoles típiques del metamorfisme de contacte.
dolomita + sílice + aigua → talc + calcita + diòxid de carboni
3 CaMg(CO₃)₂ + 4 SiO₂ + H₂O → Mg₃Si₄O10(OH)₂ + 3 CaCO₃ + 3 CO₂
Un altre procés de formació del talc és a partir de clorita magnèsica i quars en fàcies metamòrfiques tipus esquists blaus o eclogita a partir de la següent reacció metamòrficaː
clorita + quars → cianita + talc + aigua
En aquesta reacció, la ràtio de talc i cianita depèn del contingut en alumini; amb més alumini hi ha més producció de cianita. El talc format en aquest context sol trobar-se associat amb minerals d'alta pressió i baixa temperatura com la fengita, granat o glaucòfan.

### Localització

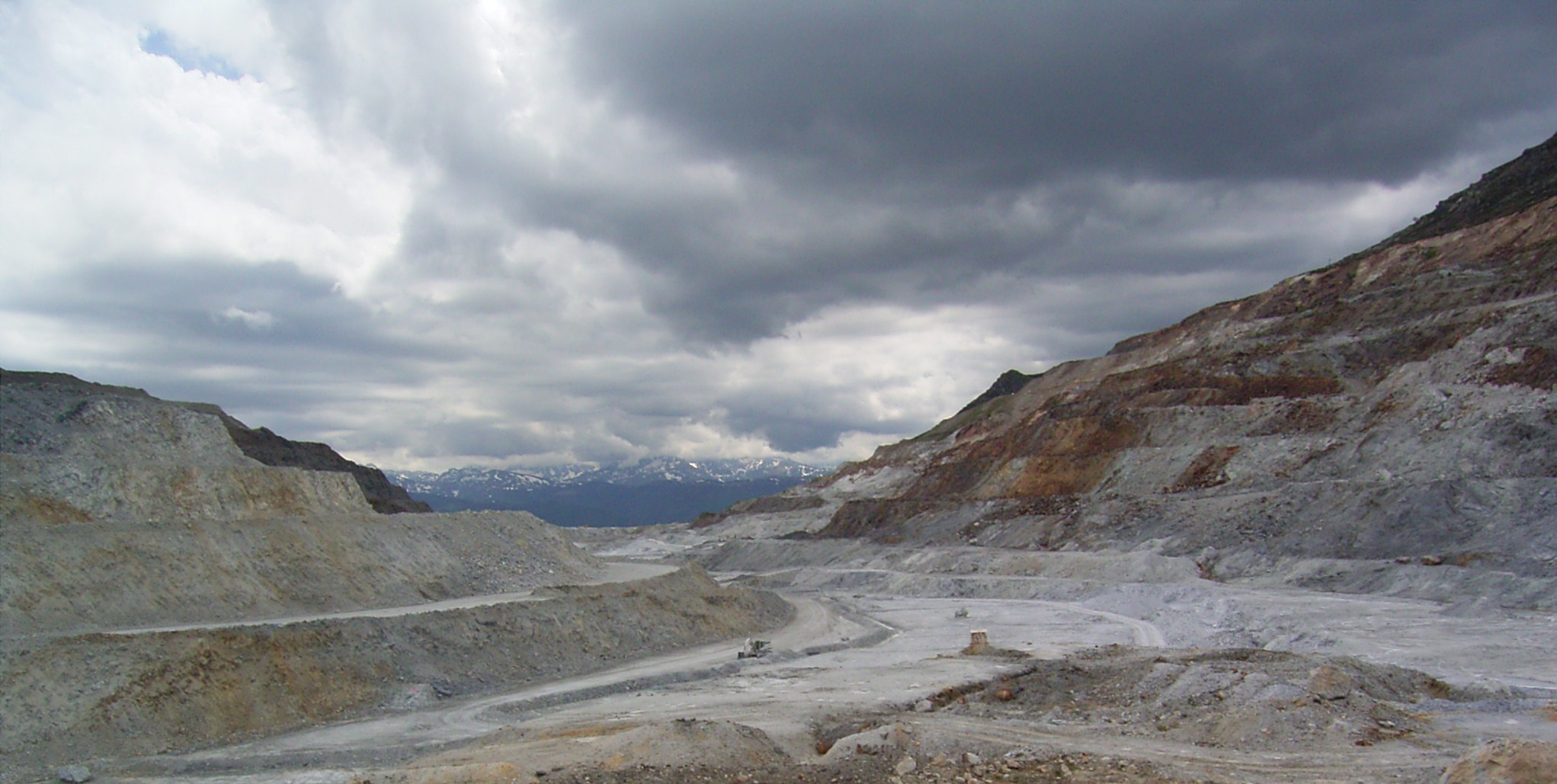
Pedrera de Luzenac (França)

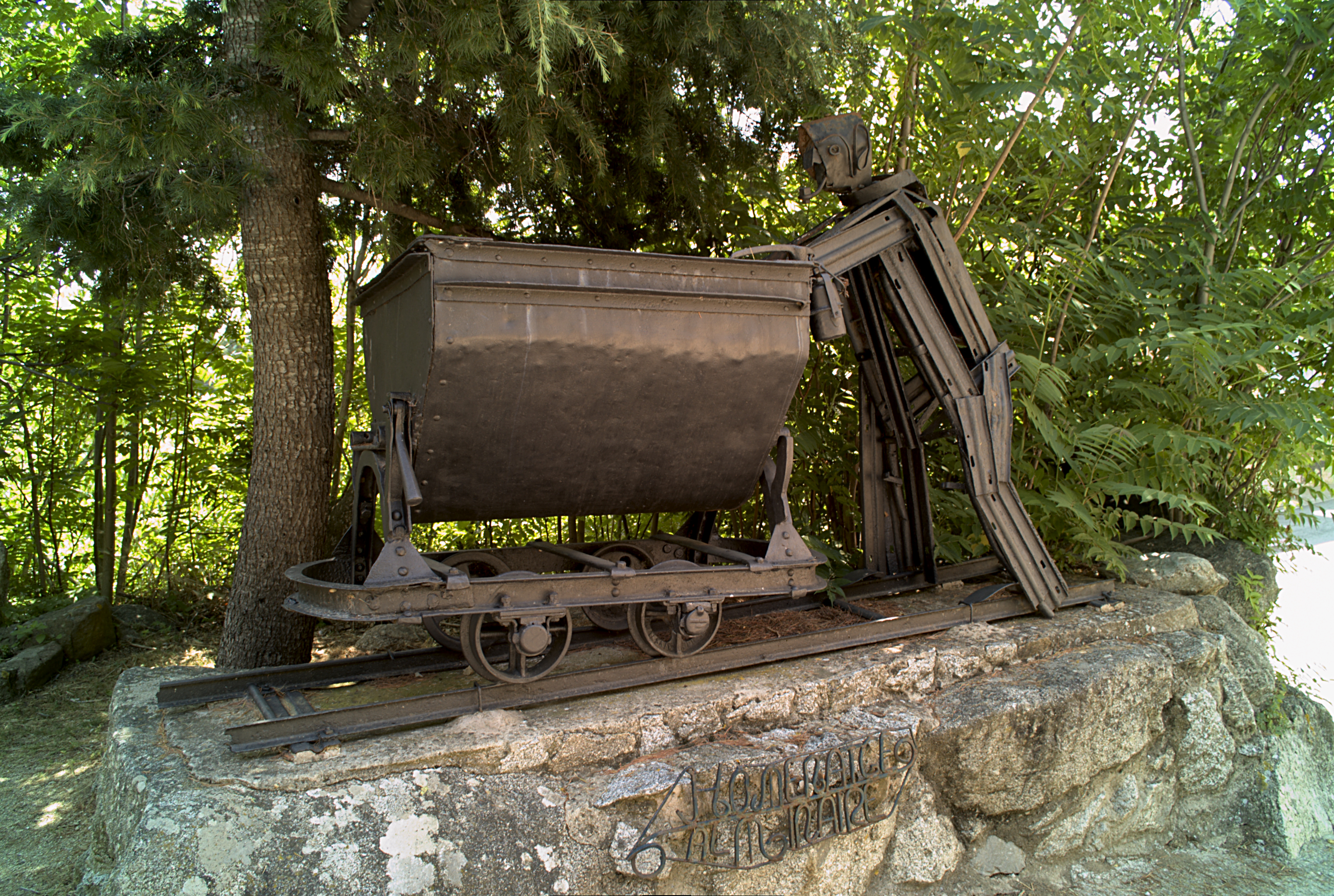
Entrada a la mina de La Vajol (Alt Empordà)

El talc ha estat descrit en més de 3100 localitats del planeta. A causa de la dificultat de citar totes les localitats a continuació es resumeixen les localitats més conegudes, ja sigui per la qualitat del talc o la seva explotació econòmica.
El talc és un mineral freqüent en cinturons metamòrfics que contenen roques ultramàfiques, esquists blancs i esquists blaus. Els principals exemples de talc en esquists blancs es troben al cinturó metamòrfic de l'oest dels Estats Units, als Alps occidentals europeus, especialment a Itàlia, algunes àrees de Musgrave i algunes zones orogèniques com l'Himalaia (Pakistan, Índia, Nepal i Bhutan).
El talc en roques ultramàfiques és típic de zones com ara els cratons arqueans, així com els cinturons komatiïtics del crató de Yilgarn a l'oest d'Austràlia, a Brasil, l'escut de la Guaiana i els cinturons ofiolítics de Turquia, Oman i l'Orient Mitjà.
Les localitzacions on el talc esdevé important econòmicament inclouen la mina de talc del Mont Seabrook, a l'oest australià. El grup Luzenac, a França, conforma un dels principals punt d'extracció de talc del món; la seva mina més gran és a Trimouns, prop de Luzenac, al sud de França; allà es produeixen 400.000 tones anuals de talc, que representen el 8% de la producció mundial.
Als territoris de parla catalana el talc hi és present. A Catalunya s'han descrit espècimens a la pedrera de Gualba, al Vallès Oriental; a La Vajol (Alt Empordà) i a la mina Joaquina primera de Bellmunt del Priorat (El Priorat). Al País Valencià el talc s'ha descrit a la pedrera de Los Arenales a Toràs (Alt Palància) i a la pedrera Tozal Negro a Barxeta (La Costera). A la Catalunya Nord s'ha descrit a Cornellà de Conflent Fontpedrosa, Taurinyà (Conflent), a Mosset i a Morellàs i les Illes, així com a les mines del Costabona, al terme municipal de Prats de Molló (Vallespir). No es té constància de la citació de talc a Andorra, la Franja de Ponent, a les Illes Balears ni a l'Alguer.

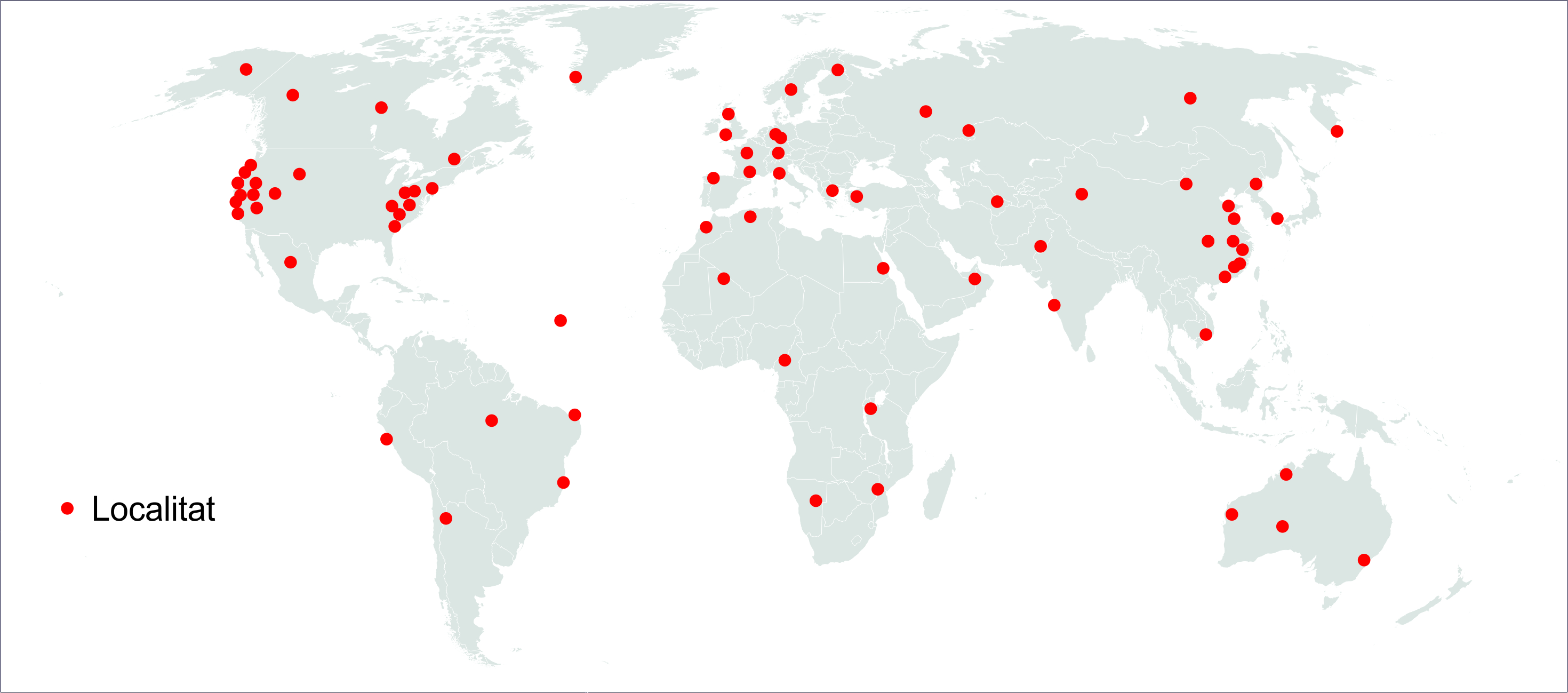
Mapa de localització dels principals dipòsits de talc al món
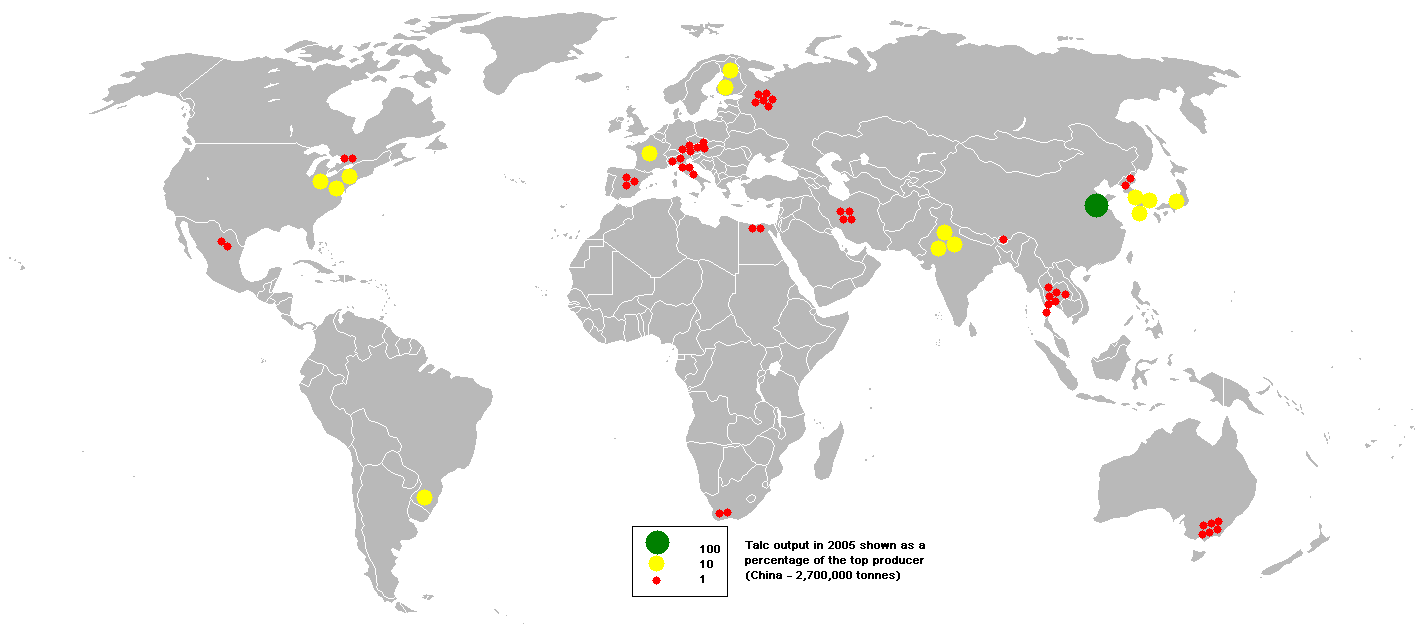
Producció de talc l'any 2005 al món

### Minerals associats
Per les característiques químiques, estructurals i els ambients i contexts de formació, el talc es pot trobar associat a diferents minerals, sovint aquests minerals presenten cert contingut de magnesi. Aquests minerals són: l'actinolita, la tremolita, la clorita, els piroxens, la vermiculita, la serpentina, l'antofil·lita, la dolomita, la calcita, la magnesita, l'olivina i la brucita.

## Usos

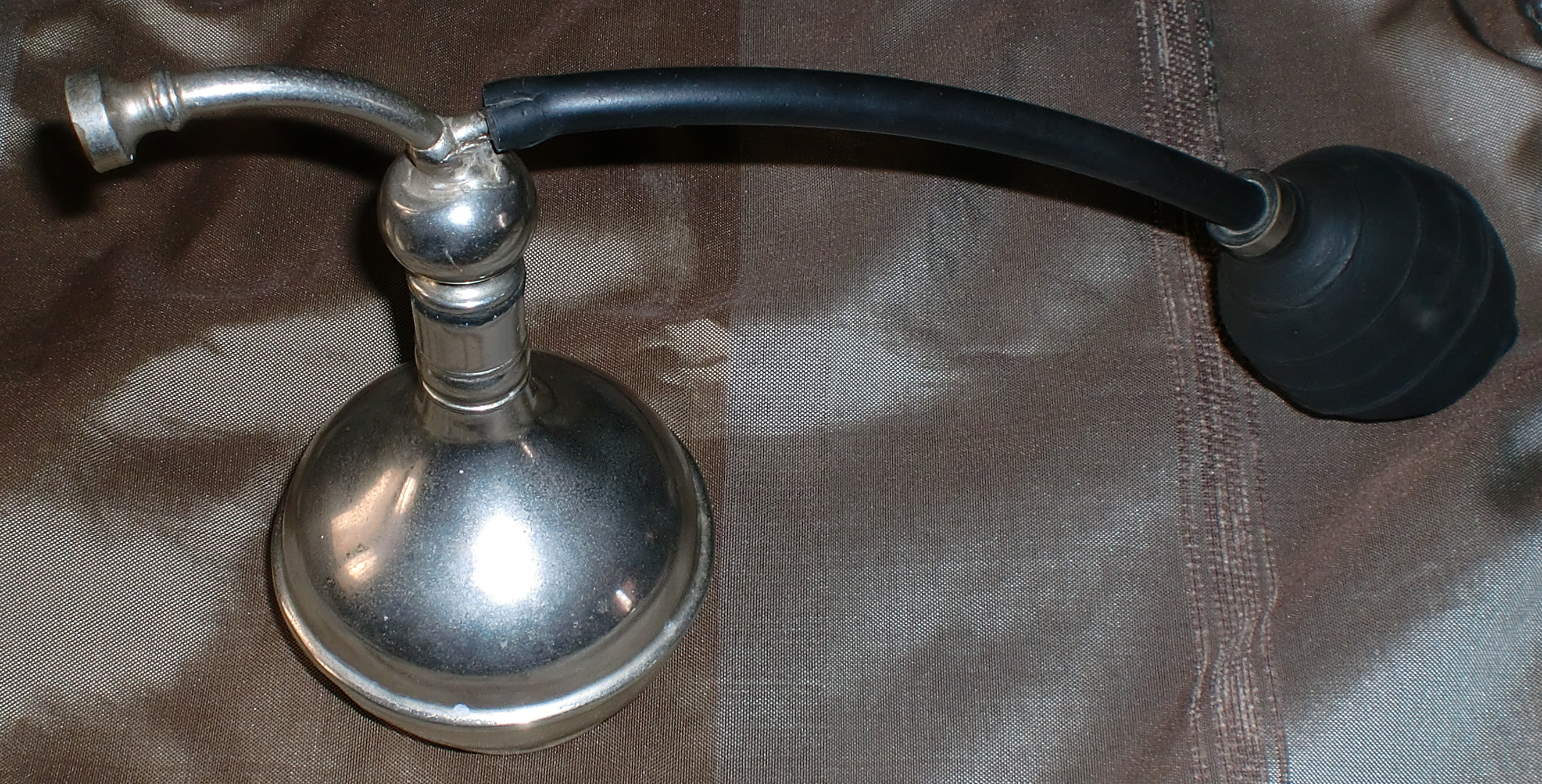
Talquera d'argent utilitzada en perruqueria antigament

El talc es classifica en relació al seu color i la seva duresa. No existeix cap estàndard per a la seva classificació; en el cas de la varietat blanca o incolora, es prefereix emprar-la per a la fabricació de pols de talc. Aquesta és una de les principals aplicacions, ja que el talc polvoritzat, o la pols de talc, representa el 90% del talc utilitzat al món per a diferents aplicacions, mentre que el 10% restant s'utilitza en forma de blocs. El talc es polvoritza en textures variables, de malles de 200 a 350 μm d'obertura. Per a la realització de cosmètics són necessàries partícules de talc de més de 300 μm. Les mides més fines (d'unes 200 μm) s'utilitzen per a la fabricació de paper, cautxú, i productes tèxtils depenent de la demanda dels consumidors. Les especificacions de mercat depenen del color, la mida de les partícules, la composició química, la propietat d'absorció dels olis i la densitat aparent.

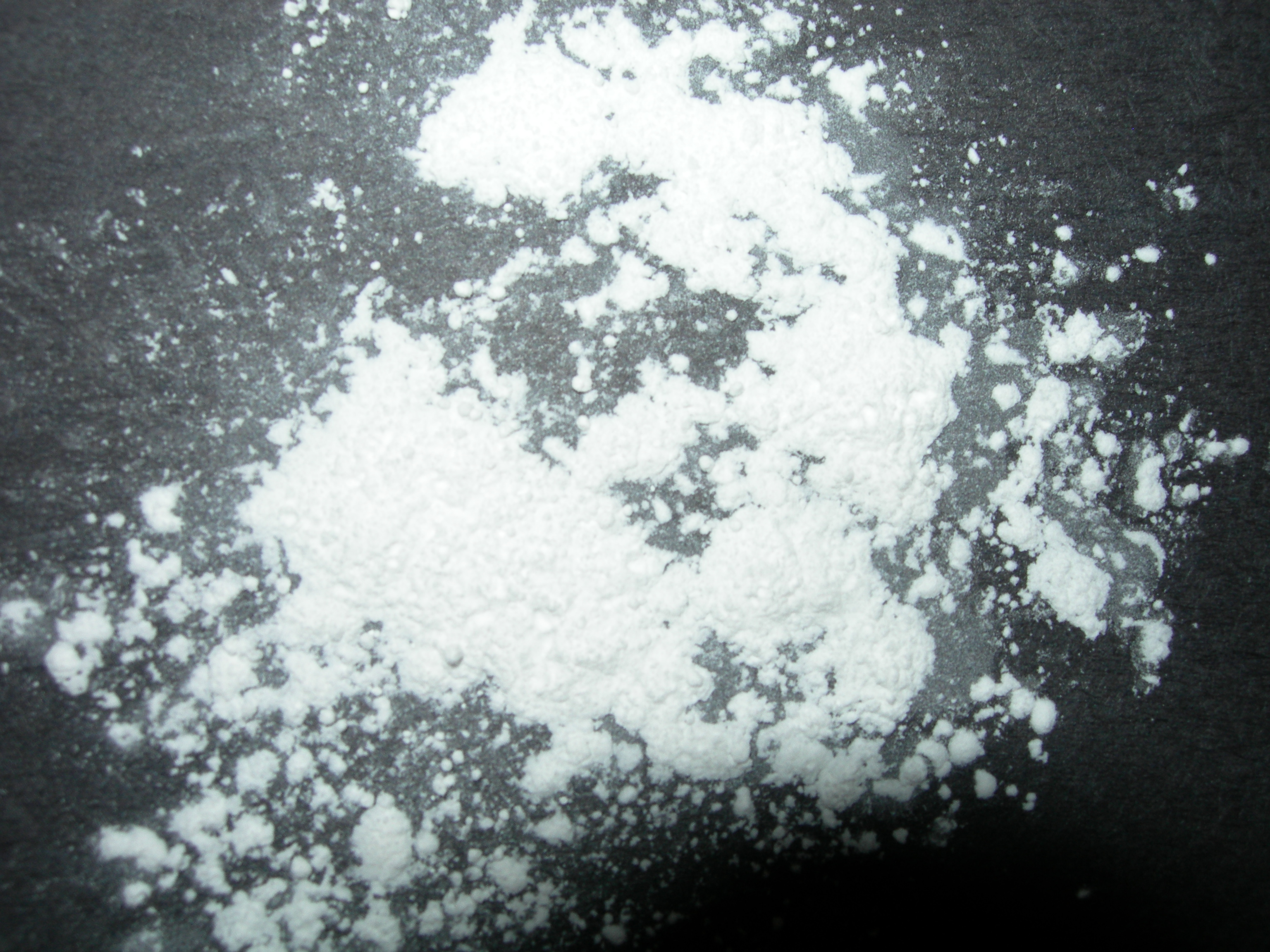
Pols de talc

El talc és un dels minerals industrials més importants i és el mineral d'ús quotidià més freqüent com a pols de talc. La pols de talc és emprada en la majoria de llocs del planeta. La pols de talc perfumada ha estat un dels factors del desenvolupament de la indústria cosmètica moderna. L'ús del talc es remunta a l'antiguitat: els artesans de les civilitzacions Mohenjodaro i Harappa (actual Pakistan), fa prop de 5000 anys, realitzaven segells d'esteatita, tot gravant en relleu imatges mitològiques o faunístiques, posteriorment aplicaven calor al segell perquè s'endurís. D'aquella època també ens han arribat les escultures i vaixelles realitzades amb talc. Com s'ha dit anteriorment, el talc té un paper important en la indústria cosmètica, generalment com a pols per al cos i la cara. La pols de talc és generalment fina i molt pura. Molts productes cosmètics es fabriquen a partir d'una base de talc afegint-li diferents agents com ara pigments, adhesius, midons o perfums. En la manufactura de dentifricis també s'empra una certa quantitat de talc com a agent polidor. La majoria de dentifricis es fabriquen barrejant proporcions d'agents polidors com el talc, el caolí, el sulfat de calci, el fosfat de calci, la glicerina i altres productes químics. Tot el talc emprat en la indústria farmacèutica ha de presentar un contingut de FeO inferior al 0,1%. Un material natural amb aquesta puresa difícilment existeix així que el talc és tractat prèviament mitjançant separadors magnètics per a reduir el seu contingut en ferro.
El talc en pols té un ampli rang d'aplicacions, com a material d'emplenament per a cautxús, la indústria tèxtil, els plàstics, productes derivats dels asbests, sabons, com a càrrega en el paper, com a producte base en insecticides i pesticides en forma de pols i també fertilitzants. La majoria de fabricants de cautxú utilitzen pols de talc com a lubricant per a evitar que els productes de cautxú sense galvanitzar s'adhereixin entre si. La varietat més pura d'esteatita després de ser calcinada, el que s'anomena industrialment com a lava, s'empra per a la manufactura de materials ceràmics per a l'aïllament d'altes freqüències en instruments de ràdio o televisió. Els blocs o maons fets d'esteatita aixafada i silicat de sodi s'utilitzen en la confecció de forns en els quals es fon el plom argentífer per a la posterior recuperació de la plata. La indústria paperera representa prop del 50% del consum total de talc, les insecticides i plaguicides representen el 15% i un 3% els fabricants de pols de talc. La quantitat restant s'utilitza per a productes tèxtils, ceràmiques, pintures, cautxú així com fonacions i altres indústries.
El la indústria del paper s'utilitza tant talc en pols com en forma de bloc. El material en pols (entre 200 i 300 μm) s'usa com a emplenador i material de càrrega, de la mateixa manera com s'utilitzen alguns tipus d'argila. En aquest cas el talc es mescla amb la polpa abans de generar el paper. Actualment alguns fabricants utilitzen més sovint el talc que les argiles, ja que aquest presenta una major lluïssor. Des de la dècada de 1960 el consum de talc en la indústria paperera ha augmentat significativament. Per a ser utilitzat en aquest tipus d'indústria, el talc ha de ser d'una alta puresa i de color blanc, que sovint es coneix com a guix francès, i ha de presentar un contingut baix en CaCO₃ (no superior al 4%) i un contingut baix de FeO (no major al 2%). Els blocs de talc són sovint utilitzats per a la fabricació dels tancs que retindran la polpa.
En la indústria tèxtil el talc emprat s'ha de trobar lliure de materials sorrencs i incolor; aquest s'utilitza per a la càrrega i blanquejat d'algunes peces de cotó. El talc de qualitat inferior s'utilitza per a emplenar alguns tipus de teixits.

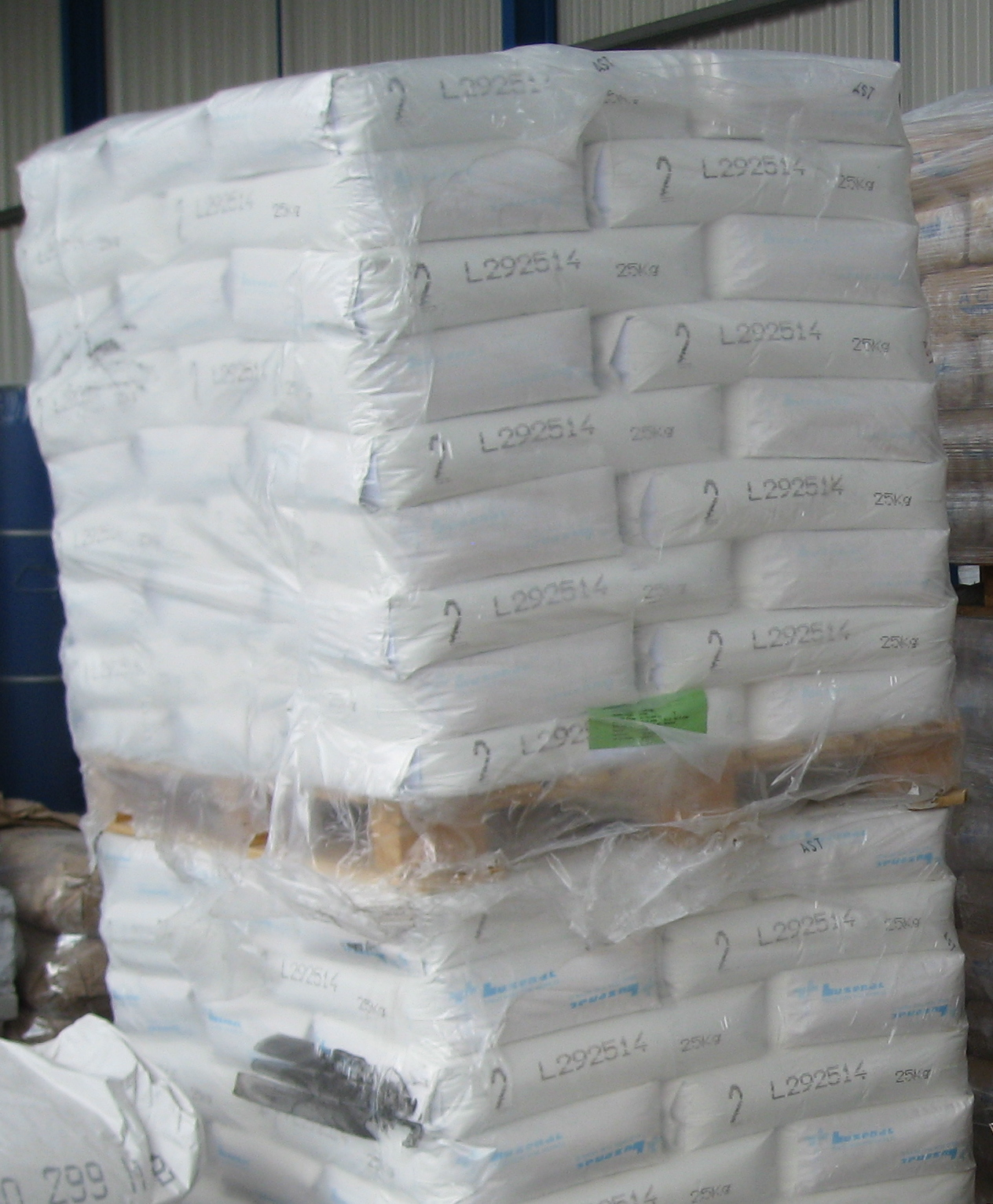
Talc empaquetat a la fàbrica de Luzenac

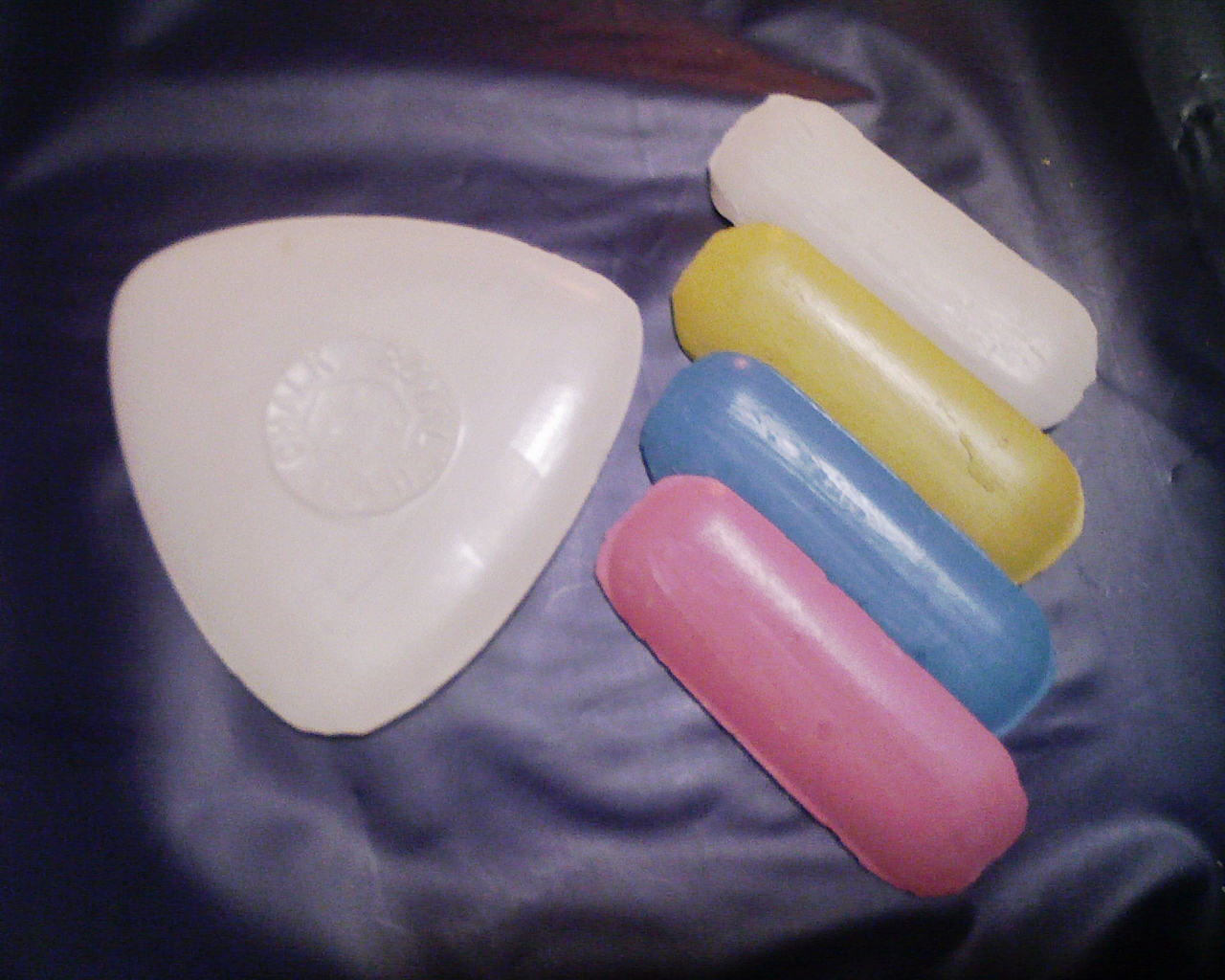
Variants de sabó de sastre.

En la indústria ceràmica el talc s'utilitza en la fabricació de pots, gerres i revestiments ceràmics. S'empra com a material ceràmic no plàstic. L'addició de talc en determinades proporcions en mescles per a porcellanes, evita l'esquerdat en els esmalts. La proporció de talc en una ceràmica pot arribar a ser del 80%. El mineral és preuat per la seva refractivitat i estabilitat, així com per una contracció extremadament baixa a elevades temperatures. En els casos de ceràmiques fabricades per a la indústria elèctrica, el talc no pot contenir més d'un 1,5% de CaO i FeO. L'esteatita emprada per a aïlladors tipus lava ha de ser densa, compacta, uniforme, homogènia i lliure de cap inclusió. Ha de presentar valors de CaO inferiors a l'1,5% i Fe₂O₃ inferiors a l'1%, ja que l'òxid de ferro dona una coloració no desitjada als productes. Un contingut de ferro per sobre del 2% augmenta la constant dielèctrica i, per tant, fa el producte inadequat com a aïllant.
El talc també s'utilitza com a material per a pintures; en aquest cas s'empra el quars foliat o. S'utilitza com a pintura o com a component per a pintures; en aquest cas el color és un factor important a l'hora de triar el tipus de talc; la mida de les partícules i l'absorció d'olis són criteris importants també. El talc emprat per a pintures ha de presentar matèria volàtil per sota del 0,75%, una absorció d'olis elevada i una solubilitat en aigua inferior al 0,25%. El talc que s'empra per a pintures sovint rep el nom d'asbestina.
El talc també s'utilitza en la fabricació d'insecticides i pesticides, per a llapis de colors de marcat i com a guix de sastre; en aquest cas se'l coneix com a sabó de sastre. Les pols de talc són àmpliament utilitzades en esports on s'empren les mans com ara el bàsquet o l'escalada, ja que eviten que les mans rellisquin amb la suor. També és utilitzat en la higiene dels nadons.
El talc també s'utilitza en la indústria alimentària sota el nom E553b; s'utilitza en aquest cas com aglomerant sintètic. En aquest cas l'E553b sol obtenir-se a partir de roques i mai sintèticament. Aquest additiu s'utilitza per a polir l'arròs i eliminar la closca i també com additiu per a l'obtenció d'oli d'oliva i orujo. També s'utilitza com a excipient en molts medicaments.
El talc és àmpliament emprat com a adulterant il·legal d'algunes drogues com ara l'heroïna, d'aquesta manera s'augmenta el preu de la droga.

## Toxicitat i perillositat

Esquema del sistema respiratori humà.

Com a ingredient bàsic en molts productes cosmètics, el talc ha estat àmpliament estudiat en termes de toxicitat i perillositat per a la salut. La majoria d'estudis fan referència al seu possible contingut d'asbests com a principal causa de la seva perillositat. Alguns estudis alerten sobre la perillositat d'entrar sovint en contacte amb les pols de talc, principalment inhalant-les, i sobretot en infants. En aquests casos, una llarga i intensa exposició a aquestes pols, pot generar diversos problemes. Les principals afectacions que pot produir una exposició prolongada són problemes de bufeta i ronyó, disminuint la quantitat d'orina expulsada; problemes als ulls, oïdes, nas i gola, com ara tos, irritació ocular i de gola i diversos problemes gastrointestinals; diarrees i vòmits; problemes relacionats amb el cor com ara col·lapses cardíacs, convulsions i pèrdua de pressió sanguínia; problemes pulmonars com dolor de pit, dificultat en la respiració o sibilàncies; problemes en el sistema nerviós, com ara ensopiment, febre, letargia, contraccions o disminuir el nivell de consciència i resposta; finalment, també pot generar problemes a la pell com ara butllofes o argiria local (en llavis i ungles principalment). Algunes fonts fa anys que relacionen una exposició perllongada al talc amb el desenvolupament de càncer.
Estudis posteriors indiquen que aquesta relació es troba estretament relacionada amb el contingut d'asbests en el talc. És àmpliament acceptat per algunes fonts mèdiques que si el talc conté asbests, aquest pot produir càncer quan és inhalat; en cas de no contenir asbests, la relació entre talc i càncer és més dubtosa. Els càncers atribuïts al talc són principalment el càncer de pulmó i el d'ovaris, tot i que algunes fonts també el relacionen amb els càncers d'estómac i de coll d'úter.
Diversos estudis realitzats en treballadors miners en explotacions de talc han demostrat una major incidència en casos de càncer de pulmó i malalties pulmonars respecte a la mitjana; en aquests casos, el talc com que no es trobava processat en les mines, contenia asbests, al contrari dels productes derivats utilitzats en els països desenvolupats. A l'hora de llegir els estudis també s'ha de tenir en compte que en els ambients miners es generen grans quantitats de pols i aerosols que poden produir altres malalties pulmonars, com ara la silicosi, i que no estarien relacionades amb la inhalació del talc; un altre causant de càncer aliè al talc en aquest context pot ser la presència de radó en els ambients miners. La malaltia causada per la inhalació de talc similar a la silicosi s'anomena talcosi; aquesta malaltia també pot ser causada per la introducció intravenosa d'heroïna adulterada amb talc.

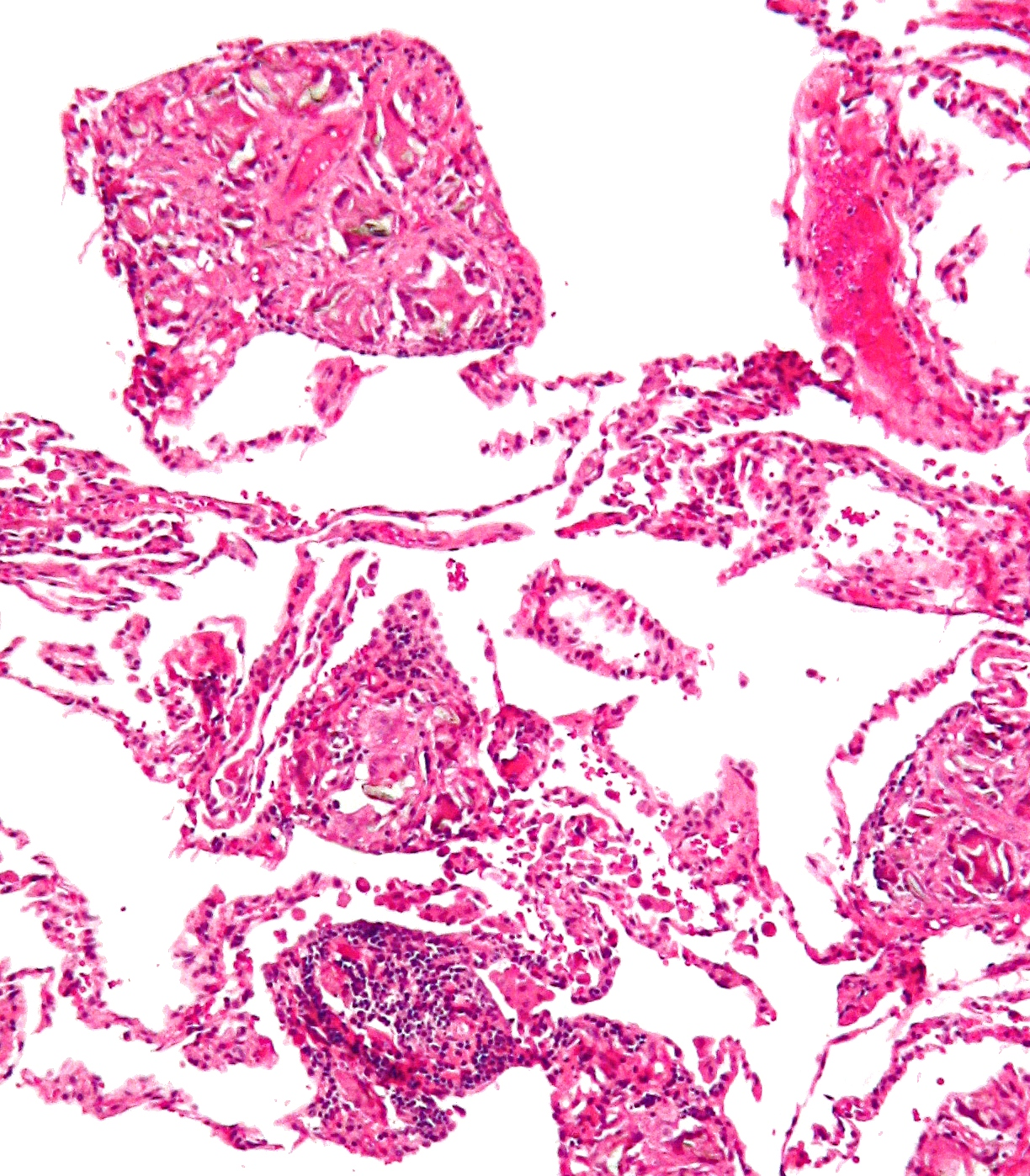
Talcosi pulmonar a conseqüència de la introducció intravenosa d'heroïna

Pel que fa al càncer d'ovari, alguns estudis defensen que el talc pot generar-lo quan les partícules de talc aplicades a les àrees genitals mitjançant bolquers, diafragmes, preservatius o altres productes sanitaris, poden viatjar a través de l'úter i les trompes de Fal·lopi fins a arribar a l'ovari. Actualment no és clara la relació del talc amb aquest tipus de càncer, encara que els estudis hagin notat una ínfima incidència en el cas d'utilitzar els productes anteriorment citats. Segons l'Agència Internacional per la Recerca del Càncer (IARC per les seves sigles en anglès), depenent de l'Organització Mundial de la Salut, no existeixen evidències suficients per a classificar el talc lliure d'asbests o fibres asbestiformes com a cancerigen per a humans en ser inhalat; també indica que l'evidència que l'aplicació de talc en la regió del perineu pugui generar càncer (p. ex. d'ovari) és limitada. La mateixa agència diu que l'evidència que el talc lliure d'asbests és un agent cancerigen també és limitada per a animals de laboratori. Tenint en compte els punts anteriors, la IARC classifica les pols de talc com a possibles cancerígens en humans si s'apliquen en la regió del perineu (grup 2B); i el talc inhalat lliure d'asbests com a no cancerigen (grup 3).
L'Administració de Seguretat i Salut Ocupacional dels Estats Units va marcar el límit superior de la quantitat de talc en aire en 2mg/m³ per a una jornada laboral de vuit hores. A nivells de 1000mg/m³, aquesta agència considera el talc immediatament perillós per a la salut i la vida. Per altra banda, l'Administració d'Aliments i Fàrmacs dels Estats Units, considera el talc com a agent segur en els aliments en quantitats inferiors al 2%.